# 大安寺 (むつ市)
大安寺（だいあんじ）は、青森県むつ市大畑町にある、曹洞宗寺院。山号は円祥山。本尊は釈迦如来。

## 歴史
開山は1650年（慶安3年）。

## 文化財等
大名行列絵図、中世の下北絵図が所蔵されている。